# Caldopazo
Caldopazo es una aldea española situada en la parroquia de Loureda, del municipio de Arteijo, en la provincia de La Coruña, Galicia.

## Demografía
| Gráfica de evolución demográfica de Caldopazo entre 2000 y 2018 |
|                                                                 |
| Datos según el nomenclátor publicado por el INE.                |